# Época inflacionaria
En cosmología física, la época inflacionaria fue el periodo de la evolución del universo primitivo en el que, según la inflación cósmica, el universo experimentó una  expansión exponencial extremadamente rápida. Esta rápida expansión aumentó las dimensiones lineales del universo primitivo en un factor de al menos 1026 (y posiblemente en un factor mucho mayor), y por tanto aumentó su volumen en un factor de al menos 1078. La expansión por un factor de 1026 equivale a expandir un objeto de 1 nanómetro (10-9 m, aproximadamente la mitad de la anchura de una molécula de ADN) de longitud a uno de aproximadamente 10,6 años luz (unos 62 billones de millas) de longitud.

## Descripción
El estado de vacío es una configuración de campos cuánticos que representa un mínimo local (pero no necesariamente un mínimo global) de energía.
Los modelos inflacionarios proponen que aproximadamente 10-36 segundos después del Big Bang, el estado de vacío del Universo era diferente del que se ve en la actualidad: el vacío inflacionario tenía una densidad de energía mucho mayor.
Según la relatividad general, cualquier estado de vacío con densidad de energía distinta de cero genera una fuerza repulsiva que conduce a una expansión del espacio. En los modelos inflacionarios, el estado de vacío inicial de alta energía provoca una expansión muy rápida. Esta expansión explica varias propiedades del universo actual que son difíciles de explicar sin dicha época inflacionaria.
La mayoría de los modelos inflacionarios proponen un campo escalar llamado campo inflatón, con las propiedades necesarias para tener (al menos) dos estados de vacío.
No se sabe exactamente cuándo terminó la época inflacionaria, pero se cree que fue entre 10-33 y 10-32 segundos después del Big Bang. La rápida expansión del espacio significaba que cualquier partícula elemental potencial (u otros artefactos "no deseados", como defectos topológicos) que quedara de la época anterior a la inflación estaba ahora distribuida muy finamente por el universo.
Cuando el campo inflatón se reconfiguró en el estado de vacío de baja energía que observamos actualmente, la enorme diferencia de energía potencial se liberó en forma de una mezcla densa y caliente de quarks, anti-quarks y gluones al entrar en la época electrodébil.

## Detección a través de la polarización de la radiación cósmica de fondo de microondas
Un método para confirmar la época inflacionaria consiste en medir directamente su efecto sobre la radiación fondo cósmico de microondas (CMB). El CMB está muy débilmente polarizado (a un nivel de unos pocos μK) en dos modos diferentes llamados modo E y modo B (por analogía con el campo eléctrico|E-field]] y el campo magnético|B-field]] en electrostática). La polarización en modo E procede de la dispersión Thomson ordinaria, pero el modo B puede ser creado por dos mecanismos:
1. de lentes gravitacionales de modos E; o
2. de ondas gravitacionaless que surgen de la inflación cósmica.

Si se puede medir la polarización del modo B de las ondas gravitacionales, proporcionaría pruebas directas que apoyan la inflación cósmica y podría eliminar o apoyar varios modelos de inflación basados en el nivel detectado.
El 17 de marzo de 2014, astrofísicos de la colaboración BICEP2 anunciaron la detección de polarización en B-mode atribuida a ondas gravitacionales relacionadas con la inflación, lo que parecía apoyar la inflación cosmológica y el Big Bang, sin embargo, el 19 de junio de 2014 rebajaron el nivel de confianza en que las mediciones del modo B procedían realmente de ondas gravitacionales y no del ruido de fondo del polvo.
La nave espacial Planck dispone de instrumentos que miden la radiación CMB con un alto grado de sensibilidad (57 nK). Tras el hallazgo del BICEP, los científicos de ambos proyectos trabajaron juntos para analizar más a fondo los datos de ambos proyectos. Ese análisis concluyó con un alto grado de certeza que la señal original del BICEP puede atribuirse por completo al polvo en la Vía Láctea y, por tanto, no aporta pruebas en un sentido u otro para apoyar la teoría de la época inflacionaria.